# Apalholmen
Apalholmen est une île de Norvège dans le comté de Hordaland. Elle appartient administrativement à Askøy.

## Géographie
Entièrement rocheuse et désertique, elle s'étend sur environ 490 m de longueur pour une largeur approximative de 310 m.